# Editura Keter
Editura Keter este una dintre cele mai mari edituri din Israel. Fondată în 1959 la Ierusalim, ea a publicat autori israelieni (Aharon Appelfeld, Amos Oz și Uri Orlev) și străini (Paul Auster, Boris Pasternak și Mario Vargas Llosa).